# Derrick Sharp
Derrick Lanorris Sharp (hebräisch דריק שארפ; * 5. Oktober 1971 in Orlando, Florida) ist ein ehemaliger US-amerikanisch-israelischer Basketballspieler. Nach dem Studium in seinem Geburtsland wurde Sharp Profi in Israel und wechselte nach drei Jahren zum israelischen Rekordmeister Maccabi Tel Aviv, für den er die folgenden 15 Jahre spielte, bevor er seine aktive Karriere im Alter von 39 Jahren beendete. In dieser Zeit wurde er zu einem der profilitiersten Spieler in der reichhaltigen Geschichte der Mannschaft und gewann dreimal eine „Triple Crown“ aus nationalem Double mit Meisterschaft und Pokalwettbewerb sowie dem Gewinn des höchstrangigen europäischen Vereinswettbewerb. Zudem erwarb Sharp die israelische Staatsbürgerschaft und wurde Nationalspieler seiner Wahlheimat, für die er an zwei EM-Endrunden teilnahm. Nach seiner aktiven Karriere war Sharp noch zwei Jahre Trainerassistent bei Maccabi Tel Aviv.

## Karriere
Nach dem Schulabschluss begann Sharp ein Studium an einem Community College im Brevard County östlich seiner Heimatstadt Orlando. Dort spielte Sharp von 1989 an für die Hochschulmannschaft Titans in der „National Junior Collegiate Athletic Association“ (NJCAA). Nach zwei Jahren setzte er sein Studium an der University of South Florida in Tampa fort. Dort spielte er Basketball in der damaligen Metro Conference, einem Vorgänger der Conference USA der NCAA Division I, für die Hochschulmannschaft Bulls, in der zeitweilig auch Gary Alexander und Chucky Atkins zu seinen Mannschaftskameraden zählten. Im ersten Jahr von Sharp erreichte man 1992 die landesweite NCAA-Endrunde, in der man in der ersten Runde den favorisierten Hoyas der Georgetown University unterlag. Nachdem man sich 1993 für kein landesweites Postseason-Turnier qualifizieren konnte, war Sharps Collegekarriere nach insgesamt vier Spielzeiten beendet.
Nachdem Sharp in der NBA-Draft 1993 von keinem Klub der am höchsten dotierten Profiliga NBA ausgewählt worden war, ging Sharp wie ein Jahr zuvor sein ehemaliger Mannschaftskamerad Gary Alexander, der 1993 kurzzeitig bei den Miami Heat unter Vertrag stand, nach Israel, wo er seinen ersten Profivertrag unterschrieb. Beim Erstliga-Absteiger Maccabi aus Chadera ersetzte er auf der Point-Guard-Position seinen Landsmann David Blatt, der bei diesem Verein in der Saison zuvor seine aktive Karriere beendet hatte. Die Rückkehr in die Erstklassigkeit gelang zunächst nicht, so dass Sharp für die folgende Saison zum Ligakonkurrenten Maccabi aus Migdal haʿEmeq wechselte. Auch mit diesem Verein gelang Sharp nicht der Aufstieg in die höchste Spielklasse Ligat haʿAl, doch nachdem Sharp nach einer Eheschließung auch die israelische Staatsbürgerschaft erworben hatte, war der dreimalige Topscorer der zweiten israelischen Liga von den Erstligaklubs besonders begehrt. Rekordmeister Maccabi Tel Aviv konnte schließlich Sharp 1996 verpflichten.
In der Saison 1996/97 verteidigte Maccabi seinen israelischen Meistertitel und gewann in den folgenden Spielzeiten regelmäßig das Double aus Meisterschaft und Pokalwettbewerb. Nur im FIBA Europapokal der Landesmeister konnte Maccabi an frühere Erfolge, als man den Wettbewerb Ende der 1970er und Anfang der 1980er Jahre zweimal gewonnen hatte, zunächst nicht anschließen. In der Saison 1999/2000 zog man schließlich unter Trainer Pini Gershon nach neunjähriger Unterbrechung wieder in das Final-Four-Turnier des höchstrangigen europäischen Wettbewerbs ein. Im Finalspiel des Wettbewerbs unterlag man Panathinaikos Athen mit 67:73. Ausgerechnet Maccabis langjähriger Spieler Oded Kattash hatte mit 17 Punkten maßgeblichen Anteil am Finalerfolg der Griechen. Zur folgenden Saison 2000/01 spaltete sich der Europapokalwettbewerb, da führende Mannschaften insbesondere aus Spanien und Italien über ihre Ligaorganisationen sich in der ULEB zusammenschlossen und mit der EuroLeague einen eigenen Wettbewerb starteten. Neben Titelverteidiger Panathinaikos blieb auch Maccabi zunächst dem Wettbewerb der FIBA Europa treu, der sich jedoch in Suproleague umbenennen musste. In einer Neuauflage des Finalspiels vom Vorjahr konnte man diesmal Panathinaikos mit 81:67 besiegen und erstmals nach 20 Jahren den Europapokal bei seiner letzten Austragung unter Regie der FIBA gewinnen. Anschließend wurden die beiden Wettbewerbe unter dem Dach der ULEB wieder vereinigt und Gershon übergab zunächst die Verantwortung an seinen bisherigen Assistenten David Blatt. Bei der Basketball-Europameisterschaft 2001 war Sharp erstmals in einem Endrundenaufgebot der israelischen Nationalmannschaft vertreten. Es gelang jedoch allein ein Sieg über die Ukraine und Israel scheiterte in einem Ausscheidungsspiel gegen Spanien am Weiterkommen und der Qualifikation für die Weltmeisterschaft in Sharps Geburtsland.
Im Halbfinale der EuroLeague 2001/02 standen sich erneut Maccabi und Panathinaikos gegenüber, wobei letztere diesmal wieder das bessere Ende für sich hatten und den Wettbewerb im Finale gegen den ULEB-Titelverteidiger Kinder Bologna gewinnen konnten. In der folgenden Spielzeit scheiterte Maccabi in der Achtelfinal-Gruppenphase an Benetton Treviso am erneuten Einzug in das Final Four. Trainer Blatt musste wieder in die zweite Reihe rücken und Gershon kehrte an den Spielfeldrand zurück. Bei der EM-Endrunde 2003 in Schweden überstand Israel das Ausscheidungsspiel und zog ins Viertelfinale ein, in dem man dem späteren Vize-Europameister Spanien unterlag. Damit war auch die Qualifikation für die Olympischen Spiele passé, da nur noch die Medaillengewinner eine Teilnahme erreichten. Israel belegte am Ende den siebten Platz und der zu diesem Zeitpunkt 32-jährige Sharp nahm an keinen weiteren Endrunden für die Nationalmannschaft mehr teil. In der Achtelfinal-Gruppenphase der EuroLeague 2003/04 stand Maccabi Tel Aviv gegen Žalgiris Kaunas zwei Sekunden vor Schluss der regulären Spielzeit vor einer Heimniederlage und dem Ausscheiden aus dem Wettbewerb, als der Litauer Giedrius Gustas bei einer Drei-Punkt-Führung für Kaunas zwei Freiwürfe nicht verwandeln konnte. Da ein Spieler von Kaunas sich zu früh bewegt hatte, wurde das Spiel mit einem Einwurf unter dem Korb von Maccabi fortgesetzt. Mit einem langen Einwurf in das Vorderfeld, der an den letzten Korberfolg der Sowjets im berüchtigten Olympiafinale 1972 erinnerte, setzte Maccabi das Spiel fort. Sharp fing den Ball und warf nach einem Dribbling den Ball von hinter der Dreipunktelinie mit einem „Buzzer Beater“ zum Ausgleich des Spiels in den Korb. In der Verlängerung konnte Maccabi das Spiel gewinnen und ebnete damit den Erfolg zum Gewinn des Wettbewerbs, als man im Finale vor eigenem Publikum Skipper Bologna mit der höchsten Punktdifferenz in einem EuroLeague-Finalspiel 118:74 zerlegte. Doch noch Jahre später wurde Sharp genau auf diesen Korberfolg zum Ausgleich im Spiel gegen Kaunas beständig angesprochen, der den Weg zum Titel erst ebnete, und bei einzelnen Kommentatoren als der bemerkenswerteste Moment der israelischen Sportgeschichte im ersten Jahrzehnt des neuen Jahrtausends eingestuft wurde. In der folgenden Spielzeit 2004/05 schlug Maccabi im Halbfinale erneut Panathinaikos und konnte im Finale gegen TAU Cerámica, die im Halbfinale den Gastgeber PBK ZSKA Moskau bezwungen hatten, den Titel verteidigen. Damit war man der erste und bis 2013 einzige Titelverteidiger in der EuroLeague, dem dies gelang. Im Oktober 2005 gelang Maccabi ein weiterer historischer Erfolg, als man in einem Preseason-Spiel als erste europäische Mannschaft eine NBA-Mannschaft mit den Toronto Raptors in deren eigener Halle bezwingen konnte. In der folgenden EuroLeague 2005/06 erreichte Maccabi, nachdem man im Halbfinale erneut TAU Cerámica bezwingen konnte, wiederum das Finalspiel, doch diesmal war der Titelverteidiger ZSKA Moskau in Prag unterlegen.
Nach der Finalniederlage wechselte Pini Gershon zu Olympiakos Piräus und die folgenden Trainer Maccabis waren vom Erfolg nicht verwöhnt, so dass es in den folgenden beiden Jahren zu mehreren Trainerwechseln kam. In den Wettbewerben der EuroLeague wurde Maccabi jeweils von ZSKA bezwungen, einmal vom Titelverteidiger im Viertelfinale 2007 und einmal im Finale 2008, mit dem sich ZSKA den Titel zurückholte. Nachdem Maccabi 2007 schon den Titel im nationalen Pokalwettbewerb nicht verteidigen konnte, gewann man 2008 nicht nur nicht den Pokaltitel, sondern verlor überraschend auch das nationale Meisterschaftsendspiel gegen Hapoel Holon. Im November 2008 wurde Gershon daraufhin zu Maccabi zurückgeholt, doch die Mannschaft verpasste nicht nur den Titel im nationalen Pokalwettbewerb, sondern schied erstmals nach sechs Jahren bereits in der Achtelfinal-Gruppenphase der Euroleague aus. Die Spielanteile des mittlerweile 37-jährigen Sharp waren bei Maccabi unter durchschnittlich zehn Minuten Einsatzzeit in Euroleague-Spielen abgesunken. Am Saisonende konnte man die Saison retten, als man sich den Meisterschaftstitel zurückholen konnte. In der folgenden Euroleague-Saison zog man wieder in das Viertelfinale ein, in dem man favorisiert und mit Heimrecht in der Play-off-Serie trotzdem KK Partizan Belgrad unterlag. Der zwischenzeitliche Titel im Pokalwettbewerb konnte die Saison nicht mehr retten, nachdem man im Meisterschaftsendspiel erneut unterlag. Gershon musste sein Amt aufgeben und sein ehemaliger Assistent David Blatt wurde zurückgeholt und übernahm erneut.
Obwohl Sharp in internationalen Spielen der Saison 2009/10 allenfalls zu Kurzeinsätzen gekommen war, wollte Blatt in der Saison 2010/11 zunächst nicht auf den erfahrenen Point Guard verzichten. Seine Spielanteile steigerten sich zwar nicht mehr, doch die Mannschaft blieb in nationalen Wettbewerben sehr souverän und verlor nur ein Saisonspiel. Auch in der EuroLeague 2010/11 reichte es am Ende zum Einzug ins Finalspiel in Barcelona, wo erneut Panathinaikos der Gegner war. Die Griechen konnten sich mit einem 78:70-Finalerfolg den Titel zurückholen. In seinem siebten Euroleague-Finale, inklusive der Vorgängerwettbewerbe der FIBA, bekam der 39-jährige Sharp noch einmal eine Einsatzzeit von einer guten halben Minute im Finale zuerkannt. Am Ende der Saison trat Sharp vom Spielfeld zurück und wechselte endgültig an den Seitenrand, wo er Blatt assistierte. Nachdem man in der EuroLeague 2011/12 im Viertelfinale an Titelverteidiger Panathinaikos gescheitert war, war in der gleichen Runde gegen Real Madrid ein Jahr später glatt in drei Spielen Endstation. In der nationalen Meisterschaft musste man sich im Finalspiel 2013 gar Maccabi Haifa geschlagen geben. Nachdem Ende der Saison 2012/13 gab Sharp schließlich bekannt, in sein Geburtsland zurückzukehren.